# Таян (Элафитские острова)
Таян (хорв. Tajan) — небольшой необитаемый островок в хорватской части Адриатического моря, один из Элафитских островов. Административно относится к Дубровницко-Неретванской жупании Хорватии.

## География
От ближайшего острова — Якляна — Таян отделён проливом шириной около 340 метров, а до крупнейшего из Элафитских островов — Шипана — около 2,22 км. Расстояние от Таяна до Дубровника составляет 24 км. Длина острова — 550 метров, максимальная ширина около 300 метров, площадь — 110 834 м², наивысшая точка — 44 метра над уровнем моря, длина береговой линии — 1405 метров. Остров имеет каплевидную форму с одним заметно выдающимся полуостровом в южной части. Остров густо покрыт растительностью за исключением центральной возвышенности. Берега острова каменистые.
На острове находится затмевающийся маяк с огнями красного цвета и периодом затмевания 3 секунды. Свет маяка виден на четыре морские мили.